# UFC 105
UFC 105: Couture vs. Vera（ユーエフシー・ワンオーファイブ：クートゥア・ヴァーサス・ヴェラ）は、アメリカ合衆国の総合格闘技団体「UFC」の大会の一つ。2009年11月14日、イングランド・マンチェスターのマンチェスター・イブニング・ニュース・アリーナで開催された。
メインイベントではランディ・クートゥアとブランドン・ヴェラによるライトヘビー級戦が行われた。

## 大会概要
メインイベントではクートゥアがヴェラを判定で破り、約2年振りとなる勝ち星を挙げた。
ペーター・ソボッタ対ダマルケス・ジョンソンのウェルター級戦は中止となり、当初予定されていたアントニオ・ホジェリオ・ノゲイラ対ルイス・カーニのライトヘビー級戦は後発のUFC 106に延期された。
キャリア8戦全勝のアレクサンダー・グスタフソンがUFCデビュー。

## 試合結果

### プレリミナリィカード
第1試合 ライト級 5分3R
○  アンドレ・ウィナー vs.  ローランド・デルガド ×
1R 3:22 KO（右フック）
第2試合 ライトヘビー級 5分3R
○  アレクサンダー・グスタフソン vs.  ジャレッド・ハマン ×
1R 0:41 KO（右ストレート→パウンド）
第3試合 ライト級 5分3R
○  デニス・シヴァー vs.  ポール・ケリー ×
2R 2:53 TKO（レフェリーストップ：スタンドパンチ連打）
第4試合 ウェルター級 5分3R
○  ニック・オシピチェック vs.  マット・リドル ×
3R 3:53 TKO（レフェリーストップ：マウントパンチ）
第5試合 ライト級 5分3R
○  テリー・エティム vs.  シャノン・グジャーティ ×
2R 1:24 ギロチンチョーク
第6試合 ウェルター級 5分3R
○  ジョン・ハザウェイ vs.  ポール・テイラー ×
3R終了 判定3-0（30-27、30-27、30-26）

### メインカード
第7試合 ライト級 5分3R
○  ロス・ピアソン vs.  アーロン・ライリー ×
2R 4:34 TKO（ドクターストップ：額カット）
第8試合 ウェルター級 5分3R
○  マット・ブラウン vs.  ジェームス・ウィルクス ×
3R 2:26 TKO（レフェリーストップ：パウンド）
第9試合 ミドル級 5分3R
○  マイケル・ビスピン vs.  デニス・カーン ×
2R 4:24 TKO（レフェリーストップ：パウンド）
第10試合 ウェルター級 5分3R
○  ダン・ハーディー vs.  マイク・スウィック ×
3R終了 判定3-0（30-27、30-27、29-28）
第11試合 ライトヘビー級 5分3R
○  ランディ・クートゥア vs.  ブランドン・ヴェラ ×
3R終了 判定3-0（29-28、29-28、29-28）

### 各賞
ファイト・オブ・ザ・ナイト：マイケル・ビスピン vs. デニス・カーン
ノックアウト・オブ・ザ・ナイト：デニス・シヴァー
サブミッション・オブ・ザ・ナイト：テリー・エティム
各選手にはボーナスとして40,000ドルが支給された。